# تحصیل جهلجائو
تحصیل جهلجائو (به انگلیسی: Jhal Jhao Tehsil) یک تحصیل در پاکستان است که در ایالت بلوچستان واقع شده‌است.